# ۱٬۵-انیدروگلوسیتول

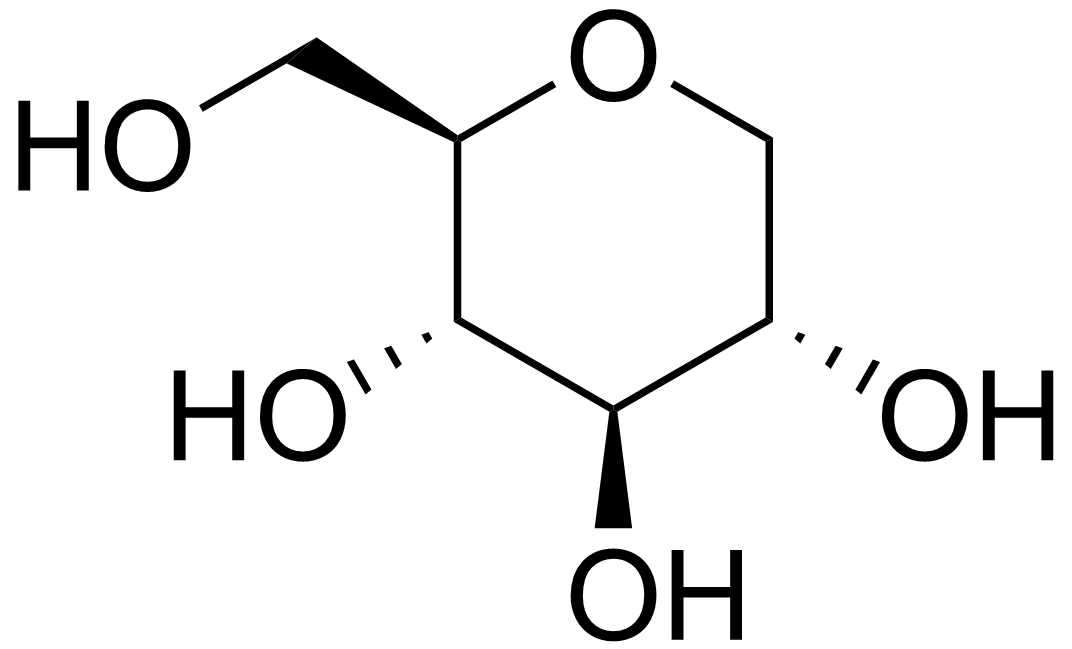
ساختار شیمیایی ۱،۵-انیدروگلوسیتول

۱،۵-انیدروگلوسیتول (به انگلیسی: 1,5-Anhydroglucitol) یک ترکیب شیمیایی با شناسه پاب‌کم ۶۴۹۶۰ است. 